# スタディオ・ディ・コルナレード
スタディオ・ディ・コルナレード（Stadio di Cornaredo）は、スイス・ルガーノにある多目的スタジアム。主にサッカーの試合で使用され、FCルガーノのホームスタジアムとなっている。

## 概要
1951年、FCルガーノとFCキアッソの試合でスタジアムは開場し、同年11月25日にはスイス代表とイタリア代表の親善試合も行われた。1954年、1954 FIFAワールドカップの会場の一つに選出され、イタリア代表とベルギー代表の試合で35,000人もの観客数を記録した。1990年代に入ると、自国開催となったUEFA EURO 2008を見据えてスタジアムの近代化が提案され初め、2000年代からスタジアム周辺のインフラ整備と外観の近代化工事に着手した。
2014-15シーズン、FCルガーノが国内の1部リーグであるスーパーリーグへの昇格を果たすと、リーグが定めるスタジアム規格に準拠させるために大規模な改修が行われた。具体的な変更点は、メインスタンドの木製座席をプラスチック制へと入れ替えて耐久性を向上させ、各スタンドの座席配置を見直し、収容人数を減少させて安全性を重視するなどである。改修後のスタジアム収容人数は6,500人となった。
2017-18シーズンには、FCルガーノがUEFAヨーロッパリーグ出場権を獲得したが、ディ・コルナレードではUEFA主催大会を開催できる基準にないとして、FCチューリッヒのホームスタジアムであるスイスポルアレーナを賃借した。

## 開催された主なイベント

### サッカー
- FIFA主管試合
  - 1951年11月25日 - 国際Aマッチ・スイス代表 vs イタリア代表（スタジアム初の国際Aマッチ、観客数32,500人）
  - 1954年6月17日 - 1954 FIFAワールドカップグループ4・イタリア代表 vs ベルギー代表（観客数3,5000人）

## ギャラリー

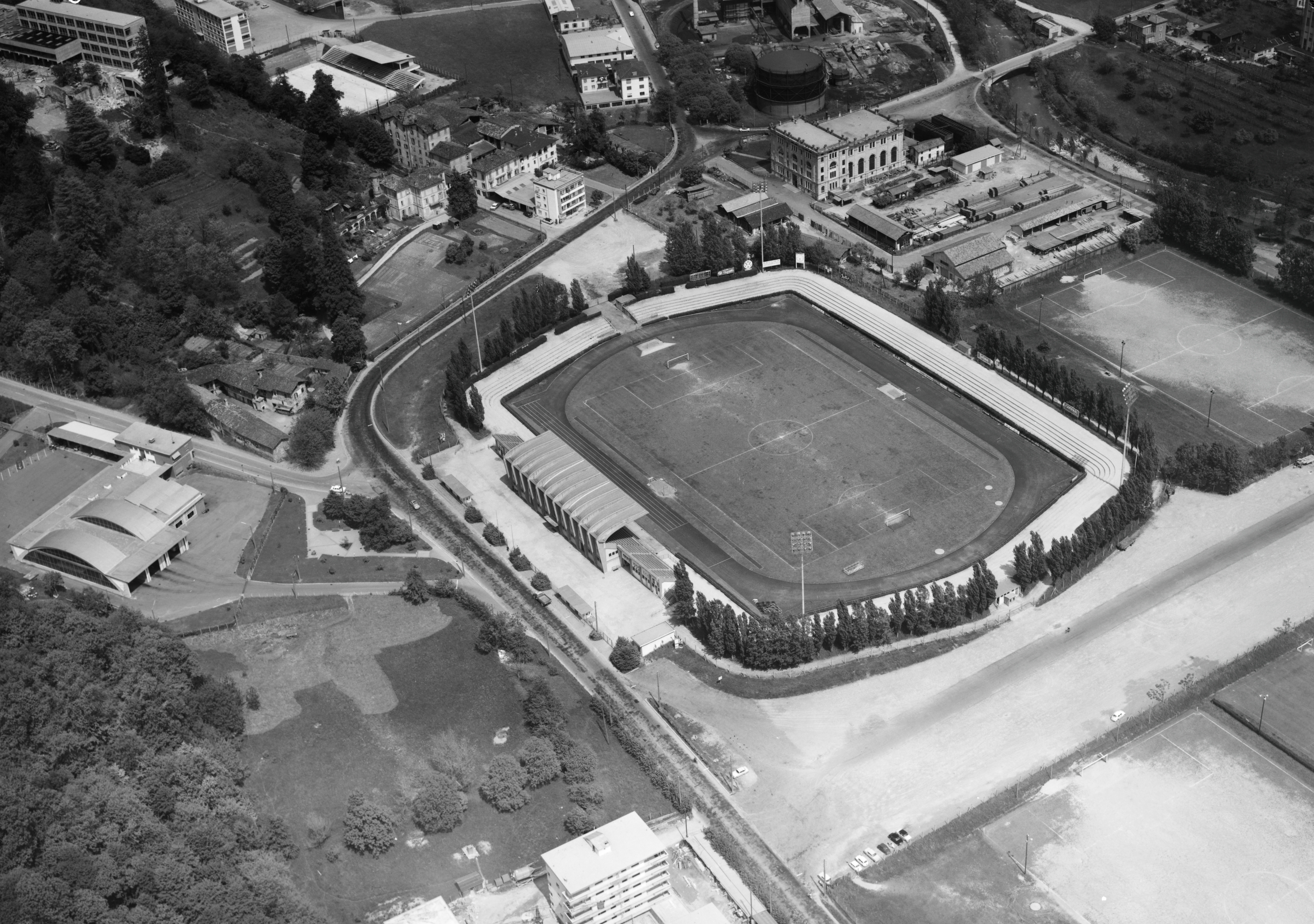
1964年
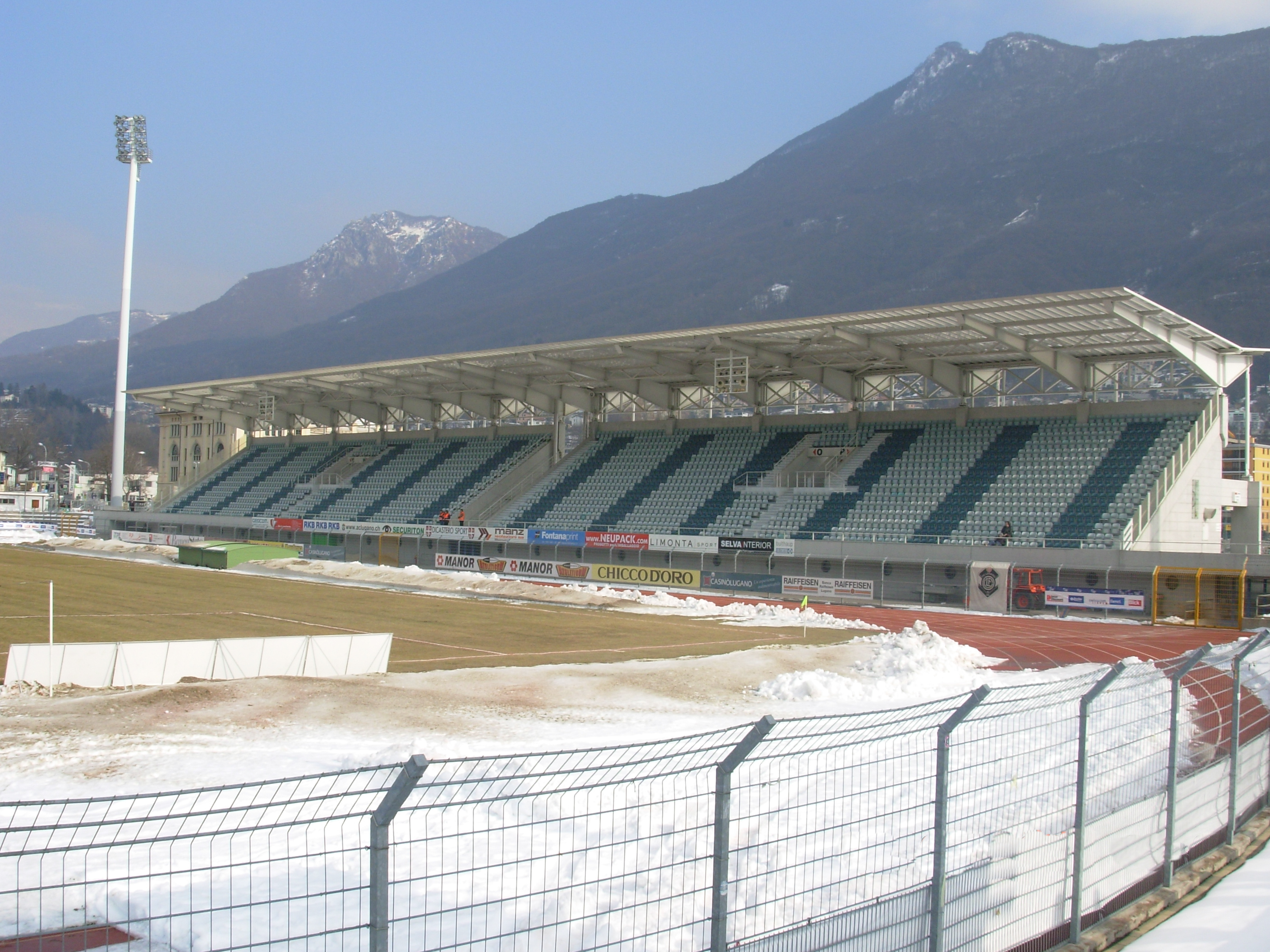
2014年
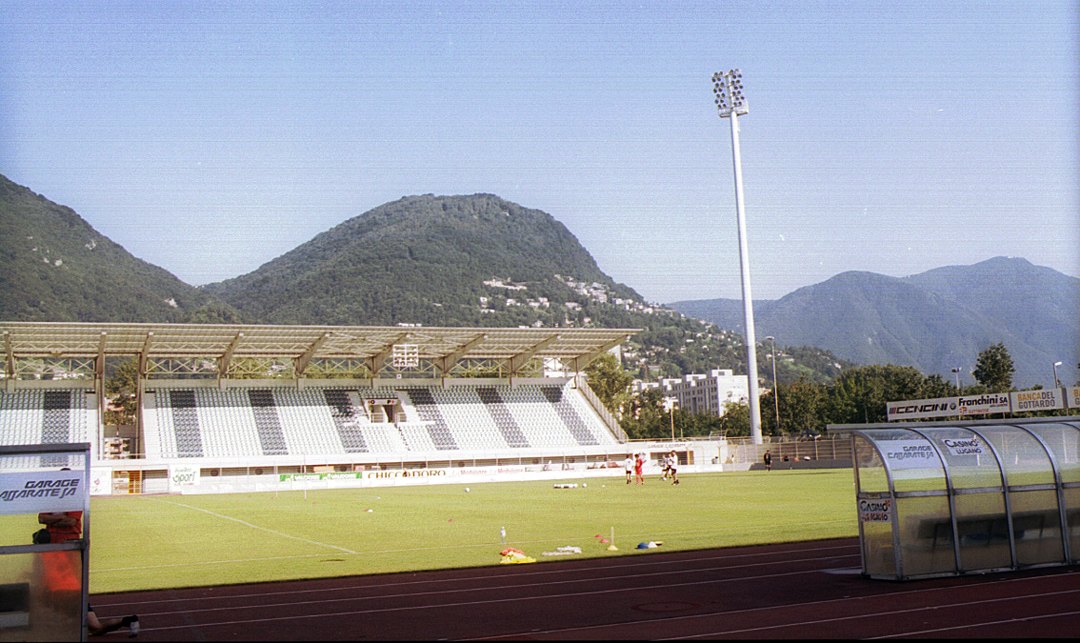
2016年